# Maisoncelles-en-Gâtinais
Maisoncelles-en-Gâtinais är en kommun i departementet Seine-et-Marne i regionen Île-de-France i norra Frankrike. Kommunen ligger i kantonen Château-Landon som tillhör arrondissementet Fontainebleau. År 2022 hade Maisoncelles-en-Gâtinais 139 invånare.

## Befolkningsutveckling
Antalet invånare i kommunen Maisoncelles-en-Gâtinais
| Referens: INSEE |